# Graphania temenaula
Graphania temenaula là một loài bướm đêm trong họ Noctuidae.